# 17501 Tetsuro
17501 Tetsuro (tên chỉ định: 1992 FG) là một tiểu hành tinh vành đai chính. Nó được phát hiện bởi Kin Endate và Kazuro Watanabe ở Đài thiên văn Kitami ở Hokkaidō, Nhật Bản, ngày 23 tháng 3 năm 1992. Nó được đặt theo tên Tetsuro Fukushi, nhà thiên văn học nghiệp dư Nhật Bản và nhà giáo dục thiên văn.